# ویکتوری رکوردز
ویکتوری رکوردز (انگلیسی: Victory Records) یک ناشر موسیقی آمریکایی مستقر در شیکاگو است که در سال ۱۹۸۹ شکل گرفت.